# Gunnar Wikland
Sigurd Gunnar Pontus Wikland, född 8 januari 1919 i Lidingö församling, Stockholms län, död 30 mars 1991 i Skövde församling, Skaraborgs län, var en svensk militär.

## Biografi
Wikland avlade officersexamen vid Krigsskolan 1942 och utnämndes samma år till fänrik i armén, varefter han befordrades till kapten 1953. Han tjänstgjorde 1953–1955 vid Svea trängregemente, 1955–1958 vid Arméstaben och 1958–1961 vid staben i I. militärområdet. Han befordrades 1961 till major och var stabschef i Tränginspektionen 1961–1964. År 1964 befordrades han till överstelöjtnant, varpå han tjänstgjorde vid staben i VI. militärområdet 1964–1966 och därpå var chef för Sektion 2 vid staben i samma militärområde (som då hade namnändrats till Övre Norrlands militärområde) 1966–1968. Wikland befordrades till överste 1968 och var chef för Göta trängregemente 1968–1979.
Gunnar Wikland var son till revisorn Sigurd Wikland och Aina Freudenthal. Han gifte sig 1944 med Marianne Nilsson (1920–2005). Makarna Wikland är begravna på Sankta Birgittas kyrkogård i Skövde.

### Utmärkelser
- Riddare av första klass av Svärdsorden, 1961[5]
- Kommendör av Svärdsorden, 1972.[6]